# Parachalciope inornata
Parachalciope inornata  là một loài bướm đêm thuộc họ Noctuidae. Nó được tìm thấy ở Châu Phi, bao gồm Gabon.